# Драконы в древнегреческой мифологии
Драконы играли существенную роль в древнегреческой мифологии.

## Происхождение
Слово дракон происходит от греч. δράκων — drakōn, возможно, порождённого гомеровским δέρκεσθαι (derkesthai), означающим «пристально смотреть в глаза». Это отсылка к странному проблеску в глазах дракона. Древние греки называли так крупных, сжимающих кольца змей. Отдельное место в мифах занимали дракайны (то есть самки драконов).

## Список драконов

### Тифон
Тифон в греческой мифологии — ужасный монстр. Последний сын Геи, в браке с Ехидной он породил множество других чудовищ. Обычно его представляли гуманоидом выше пояса и змеем — ниже.

### Ладон
Дракон Ладон охранял Яблоки Гесперид. Его описывали стоглавым. Геракл одолел и, возможно, убил его. При этом несколько лет спустя проплывавшие в том же месте аргонавты видели, что Ладон ещё дергается.
Птолемей Гефестион называл его братом Немейского льва.

### Лернейская гидра
Лернейская гидра была драконоподобным водным монстром со смертоносными дыханием, кровью и когтями. Она приходилась дочерью Тифону и Ехидне. У неё было от пяти до ста голов, хотя большинство источников упоминает от семи до девяти. При отрубании одной головы вырастали одна или две новых. Одна из голов была бессмертной (по некоторым данным — золотой). Геракл и Иолай победили её, тем самым, совершив второй подвиг Геракла. Также Геракл убил огромного краба, посланного против него Герой. Он смочил свои стрелы в крови гидры, чтобы они стали смертоносными, и похоронил её бессмертную голову.

### Пифон
Питон, он же Пито, пол которого неясен, но которого активно изображали скульпторы, а также изготовители керамики, был дельфийским земляным драконом. Он был хтоничеким противником Аполлона. Рождение и смерть Питона от руки последнего описываются по-разному.

### Колхидский дракон
Встреча с ним упоминается в мифе о Ясоне.

### Исменийский дракон
Этот дракон, охранявший источник у Фив, был убит героем Кадмом. Змей был потомком Ареса, который затем превратил героя в змея же.

### Драконы Гелиоса
Согласно мифам, колесница бога солнца Гелиоса запряжена «крылатыми драконами» (затем он отдал её своей внучке Медее).

### Скифская дракайна
Выше пояса имела тело женщины, ниже — змеиный хвост. Когда Геракл спал, она похитила часть его стада. Герой проснулся и принялся искать скот по всей стране, в конце концов обнаружив дракайну в пещере. Она была королевой этой земли и настояла на совокуплении, в результате Геракл стал предком местных царей. Иногда её отождествляют с Ехидной.

### Дракон из Гигантомахии
Во время Гигантомахии дракон был брошен в богиню Афину. Она забросила его на небо и он стал созвездием Дракона.

### Кет
Согласно мифологии, Кет, или Цет, — большое морское чудовище, убитое Персеем во имя спасения Андромеды, принесённой ему в жертву. В древнегреческом искусстве «кеты» изображались как змееподобные рыбы.